# Интеграција случаја
Интеграција случаја је координација мера и активности социјалних радника и других стручњака, које задовољавају потребе истог клијента. Интеграција подразумева да су услуге конзистентне, допуњујуће и усмерене ка постизању истих циљева. Интеграција се одвија унутар и између установа и других пружалаца услуга и њом се избегава дуплирање услуга и убрзава рад на случају.